# وینار ساسانکان
وینار ساسانکان (پارسی میانه: Winnār ī Sāsāngān) یکی از نجیب‌زادگان ساسانی در سده سوم میلادی در زمان حکومت شاپور یکم بود.

## زندگی

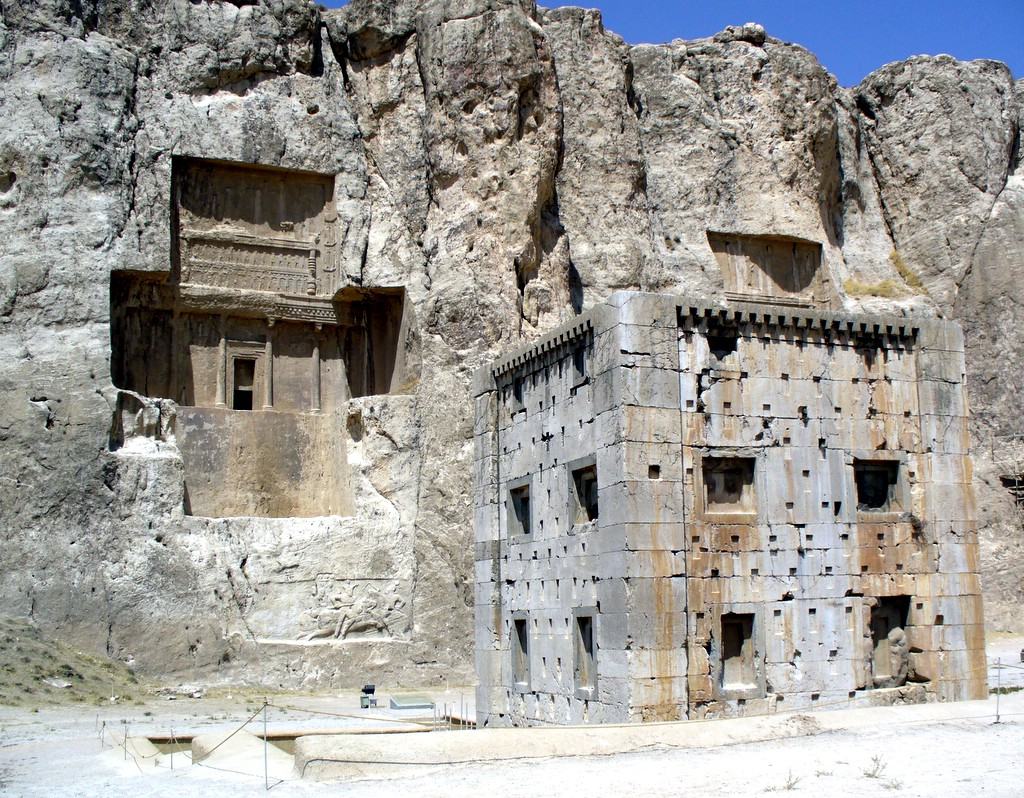
کعبه زرتشت، جایی که سنگ‌نوشته شاپور یکم حک شده‌است

از وینار در سنگ‌نوشته شاپور یکم بر کعبه زرتشت به عنوان پسر فردی به نام ساسانکان (ساسانگان) یاد شده‌است. او در این سنگ‌نوشته در میان ۶۷ نجیب‌زاده در رتبهٔ شصت‌وسوم قرار دارد. اطلاعات دیگری از زندگی او در دست نیست.